# Iglesia de San Juan Eudes (Caracas)
La iglesia de San Juan Eudes es un templo religioso bajo la advocación de San Juan Eudes de la urbanización El Marqués, en la ciudad de Caracas, en Venezuela.
El templo fue consagrado en 1964, y pertenece a la parroquia homónima a la cual también pertenecen las iglesias de Iglesia del Amantísimo Corazón de Jesús y María en la urbanización Terrazas del Ávila y Iglesia de Nuestra Señora Madre de la Paz urbanización Miranda.

A fecha de 2024, el párroco es R.P. Franklin Echenique y vicario R.P. José Toribio La Cruz.